# 本白根山
本白根山（もとしらねさん）は、群馬県吾妻郡草津町と嬬恋村にまたがる標高2,171mの火山である。

## 地理
草津町内にある白根山を含む草津白根山の主峰で、逢ノ峰を挟んだ南側に位置する。約1500-5000年前に噴火活動があり、山頂付近には5つの大きな噴火口が形成されている。噴火口は南北に並んでおり、古本白根火砕丘、新本白根火砕丘、鏡池火砕丘、鏡池北火砕丘の順に、南から北へ順に噴火したと推定されている。それら火口を周遊するハイキングコースが整備され、夏にはリンドウやシャクナゲが見られるほか、コマクサの自生地があることでも知られる。山腹には草津国際スキー場のゲレンデが広がる。

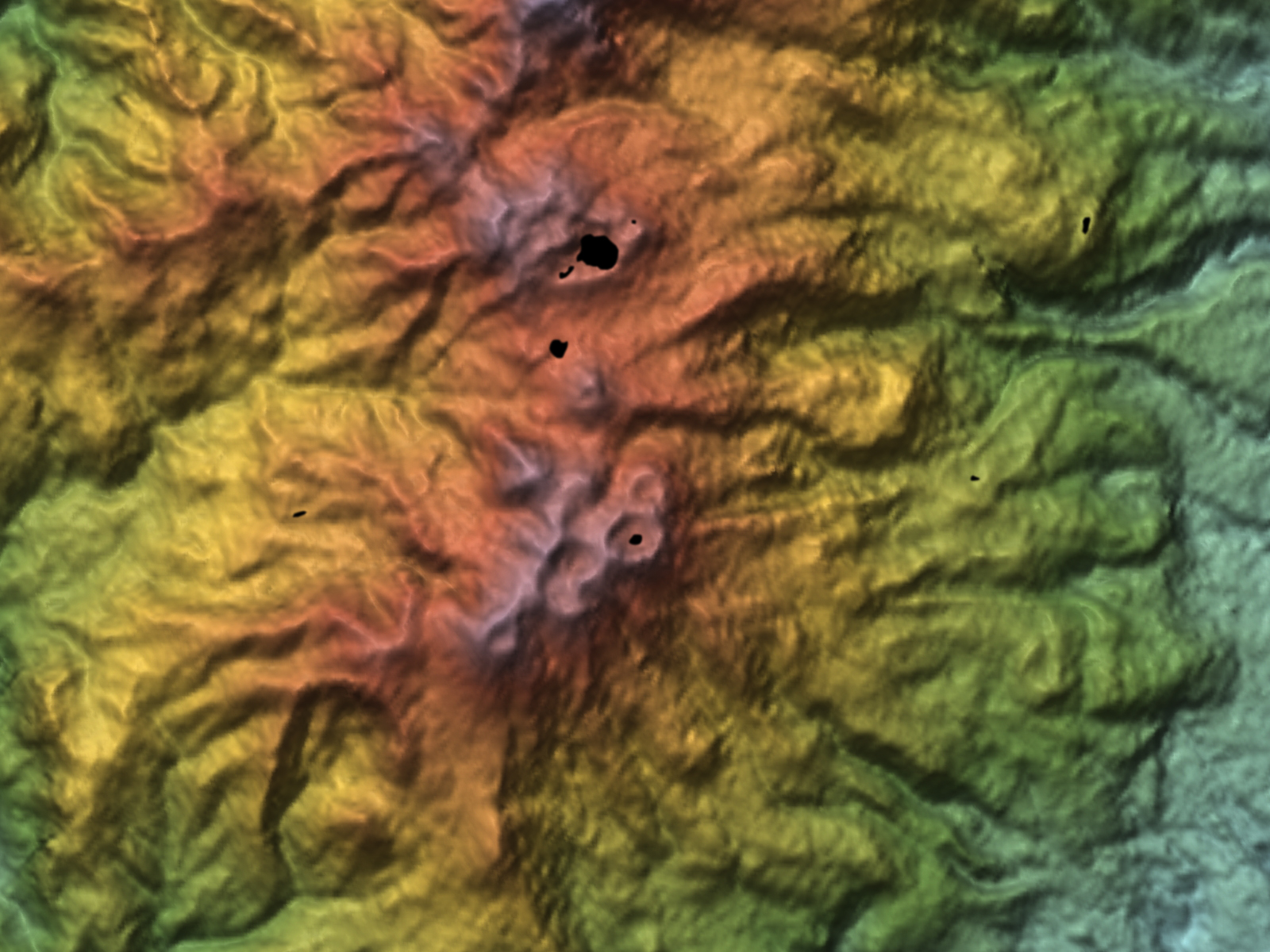
草津白根山の地形図
南側が本白根山の火砕丘群

## 火山活動
本白根山では約3000年前に溶岩流を伴う噴火があったことが知られている。鏡池北火砕丘では約1500年前まで噴火が起きていたと推定されている。1976年8月3日、登山中の高崎女子高の生徒が山頂北西側のガレ沢で硫化水素を吸い込み倒れ、3人が死亡する事故があったが、近年は2018年まで目立った活動が見られなかった。
2018年1月23日10時2分頃、本白根山の鏡池の北側、白根火山ロープウェイ山頂駅の南側で噴火が発生した。噴火したのは、鏡池北火砕丘の北側の縁に東西に並ぶ複数の新たな火口（火口列。右または上の航空写真中A）と、鏡池北火砕丘から谷を挟んだ西側の火口（同B）、それに鏡池火口内の新たな火口列（同C）である。このうち西側の火口（同B）はスキー場のリフトから約100メートルの位置にあった。
本白根山では噴火3分前の9時59分から火山性微動が発生し、10時0分頃から約2分間の隆起とその後の沈降が傾斜計で観測された。しかしそれ以前には火山活動を示すデータは観測されておらず、前兆のない突然の噴火だった。噴火は水蒸気爆発とみられるが、高温の火山ガスも関与していたと考えられる。噴出物の量は約4万トンと推計されており、2014年の御嶽山噴火の10分の1程度にあたる。
気象庁はそれまで白根山の湯釜付近を中心に監視していたが、鏡池付近には監視カメラを置いていなかった。噴火の10分後には、草津町役場や、草津白根山を常時監視している東京工業大学から噴煙の目撃情報が寄せられた。しかし草津白根山全体を映している気象庁の監視カメラでは、天候不良で噴煙を確認できなかったため、噴火速報を発表できなかった。気象庁は噴火から1時間以上経った11時5分に噴火警戒レベルを2（火口周辺規制）に引き上げ、噴石が火口から1km以上に渡って飛散したため11時50分にはレベル3（入山規制、警戒範囲2km）に引き上げた。
この噴火で、草津国際スキー場に多数の噴石が落下し、スキー場で訓練中だった自衛隊員のうち1人が部下を守り、噴石にあたって殉職した。また白根火山ロープウェイのゴンドラに噴石が当たって窓ガラスが割れ、乗客が負傷するなど、自衛隊員7人を含む計11人が負傷。当初は雪崩が発生したと報じられたが、雪崩ではなく噴石による負傷と訂正された。またロープウェイの山頂駅も被害を受けた。この隊員は陸曹長より3等陸尉に特別昇任となった。
この噴火を受け、気象庁は2018年3月16日から、それまで草津白根山全体を対象にしていた噴火警戒レベルを、本白根山と白根山（湯釜付近）とで分けて発表することにし、同時に本白根山の噴火警戒レベルはレベル3からレベル2（警戒範囲1km）に引き下げられた。
2019年4月5日、本白根山はレベル1に引き下げられた。なお、噴火後、白根火山ロープウェイは廃止された。

## 火山防災体制
気象庁は「草津白根山」として一体的に噴火警戒レベルを発表していたが、2018年の噴火後、3月から本白根山と白根山に分けて発表する運用に変更した。2019年には草津白根山防災会議協議会でハザードマップや避難計画が初めて策定された。

## 画像解説

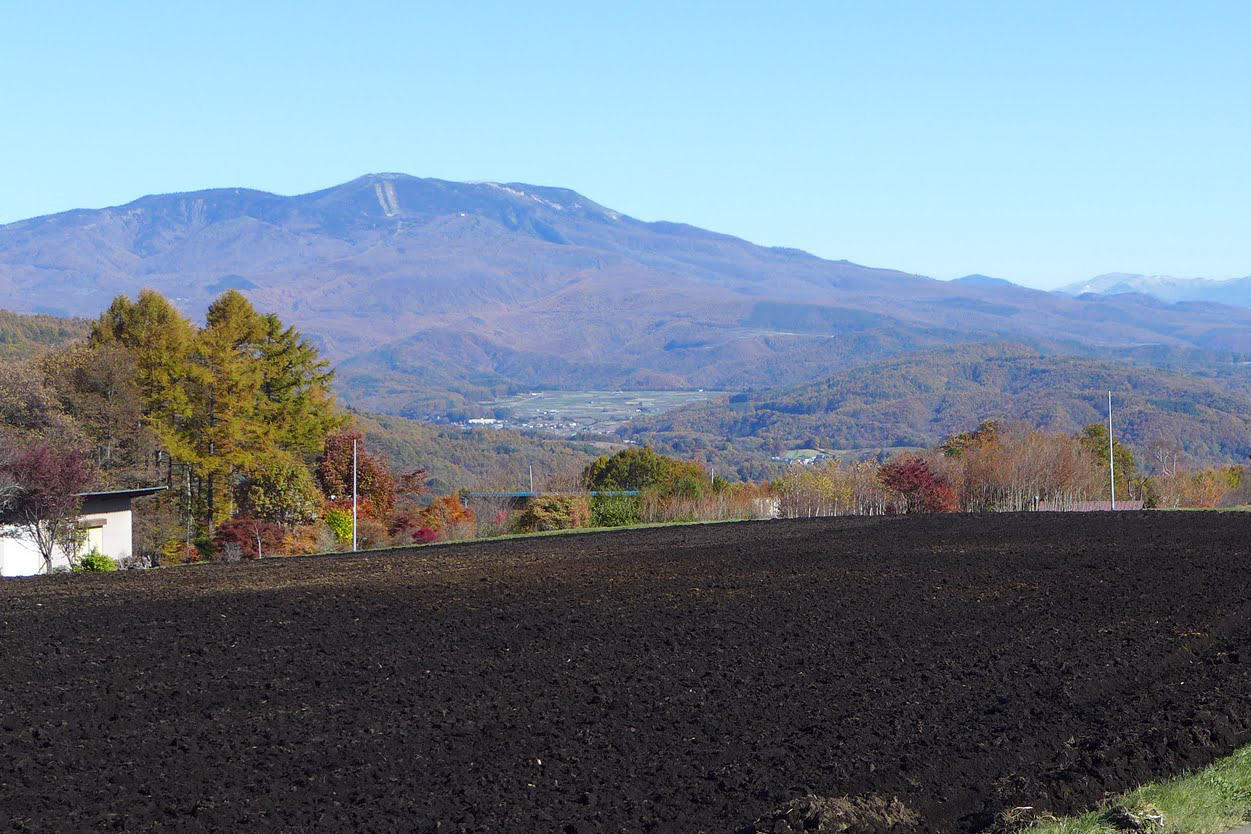
南南西から望む本白根山。
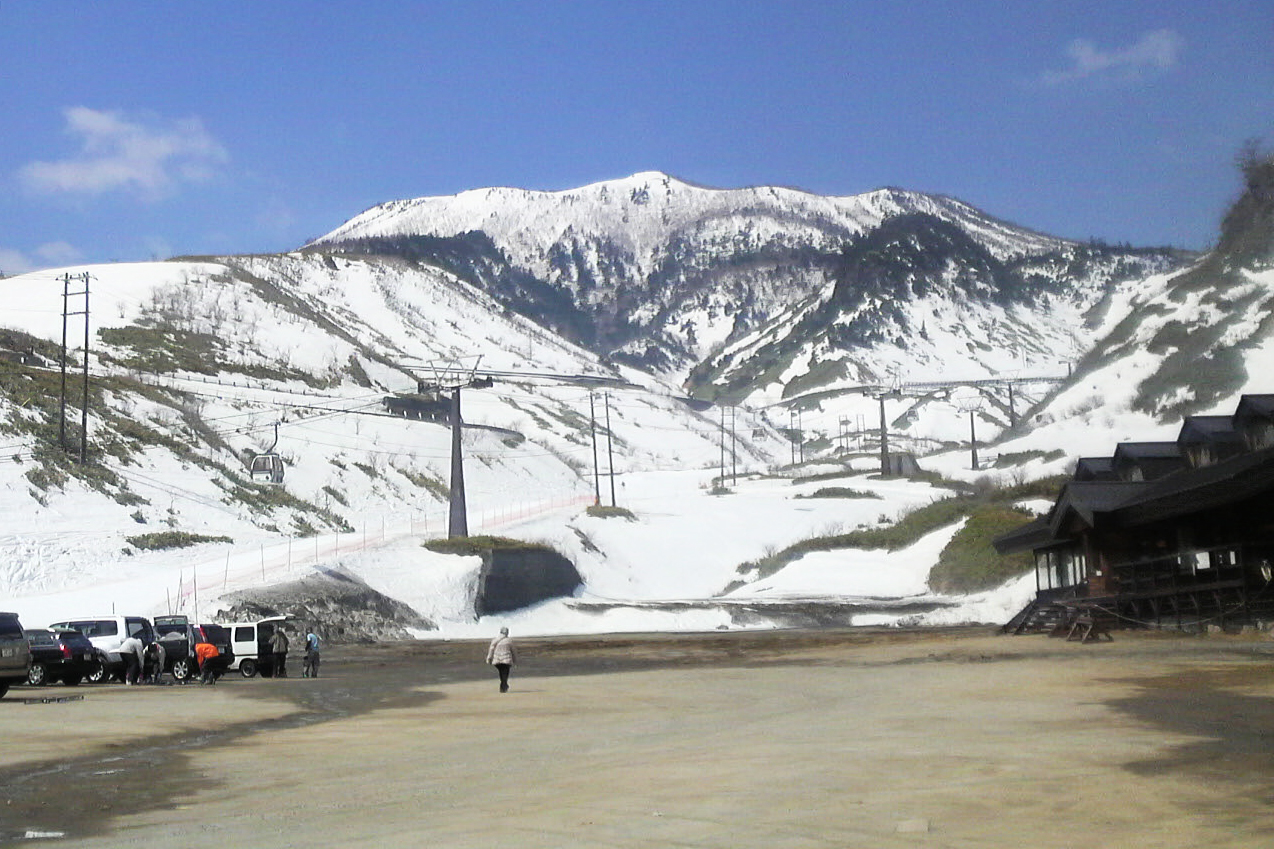
東麓から望む本白根山 手前は白根火山ロープウェイの索道。
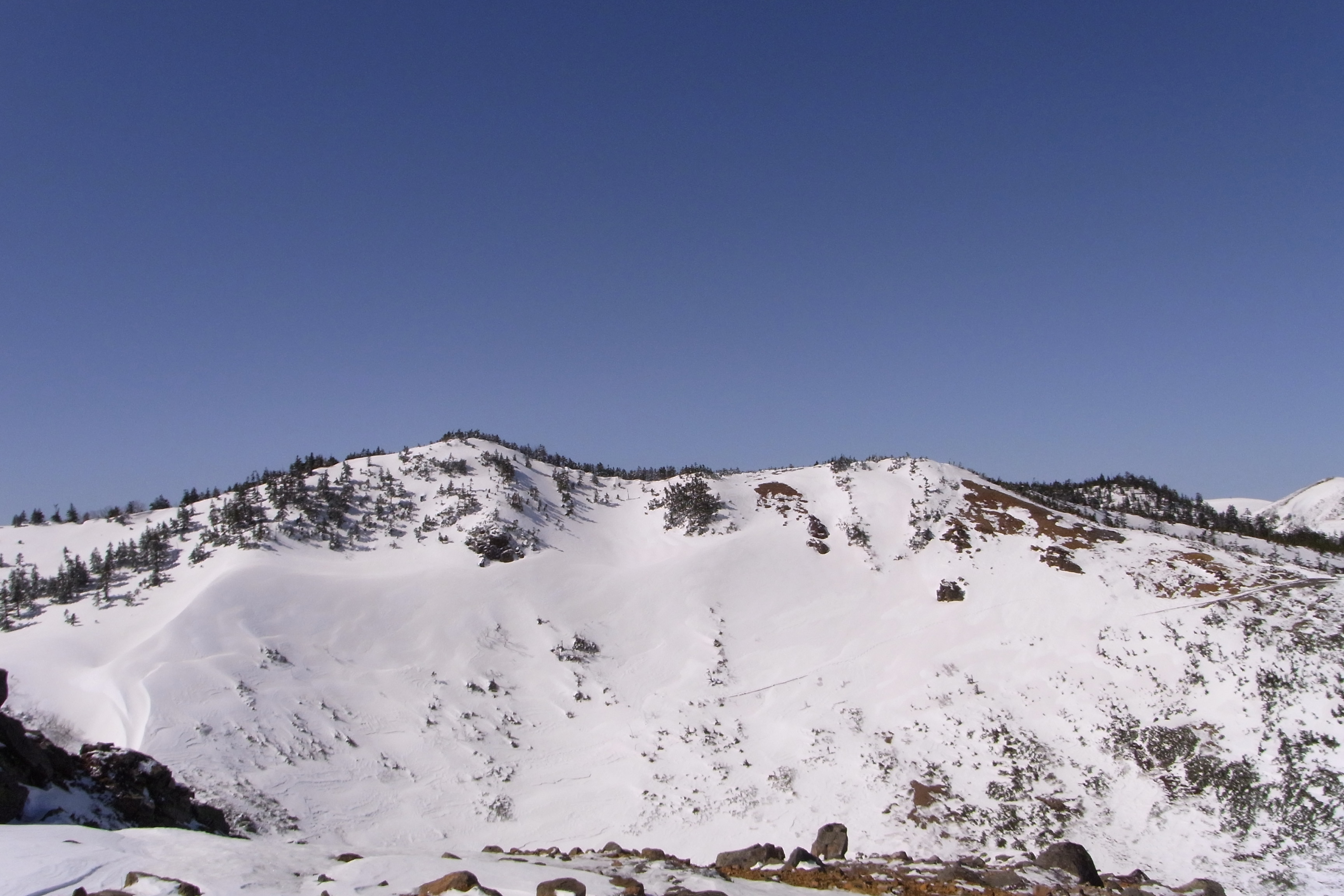
新本白根火砕丘の火口縁。手前は火口の窪み。右側の凸部が本白根山の最高地点。南西にある本白根山展望所から撮影。
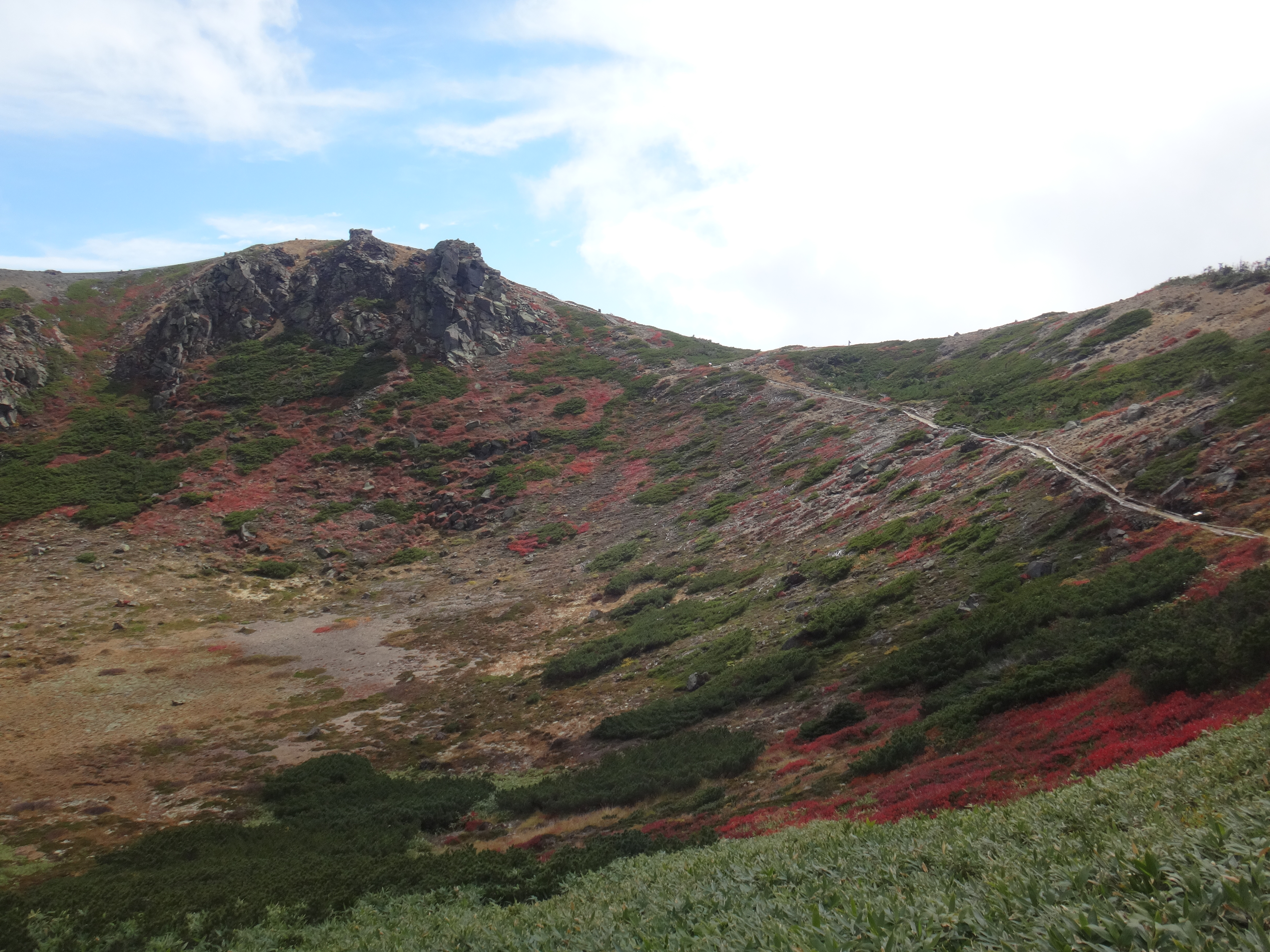
新本白根火砕丘の火口。左の岩の周辺が本白根山展望所。
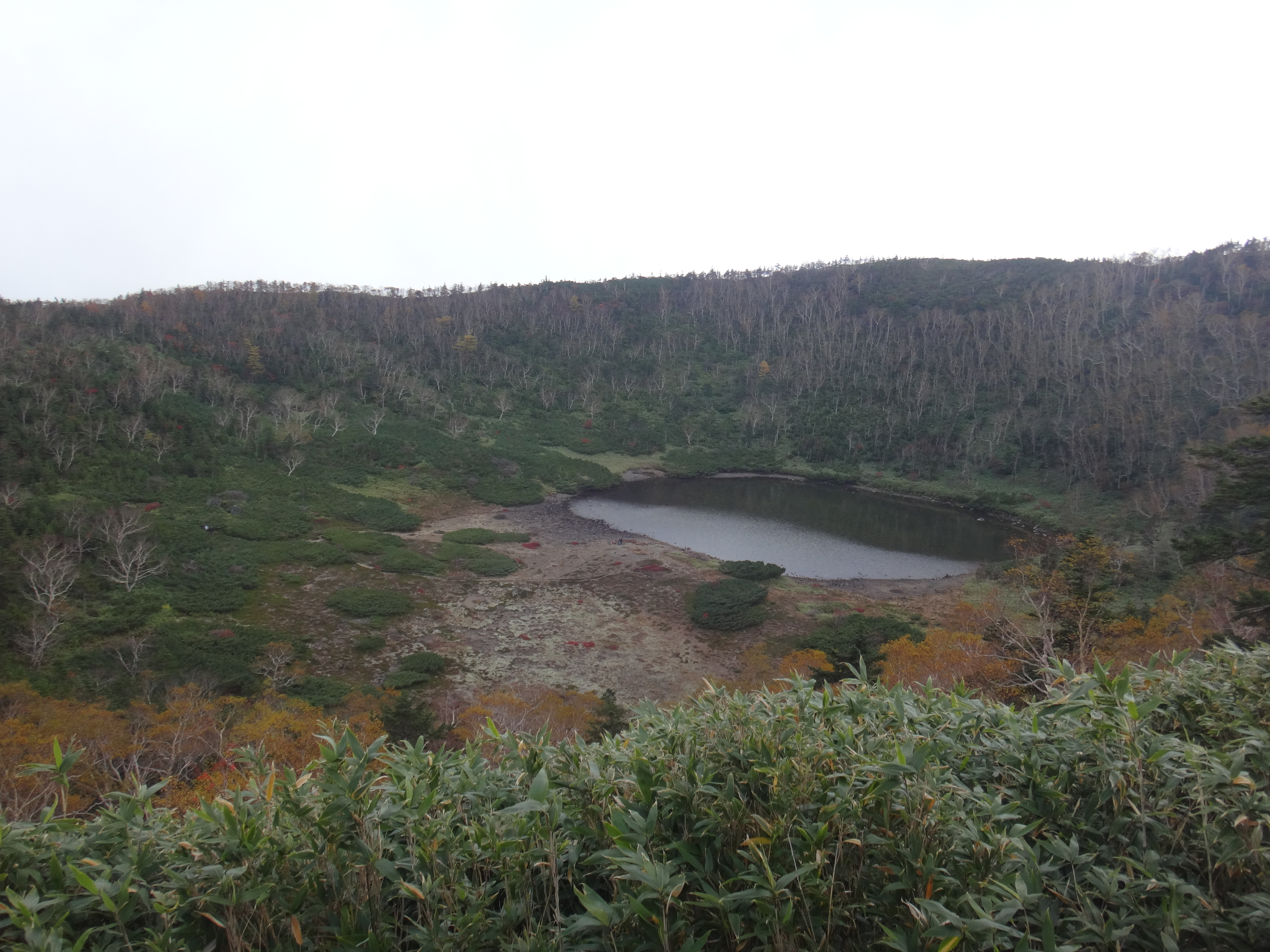
鏡池火砕丘の火口と鏡池。
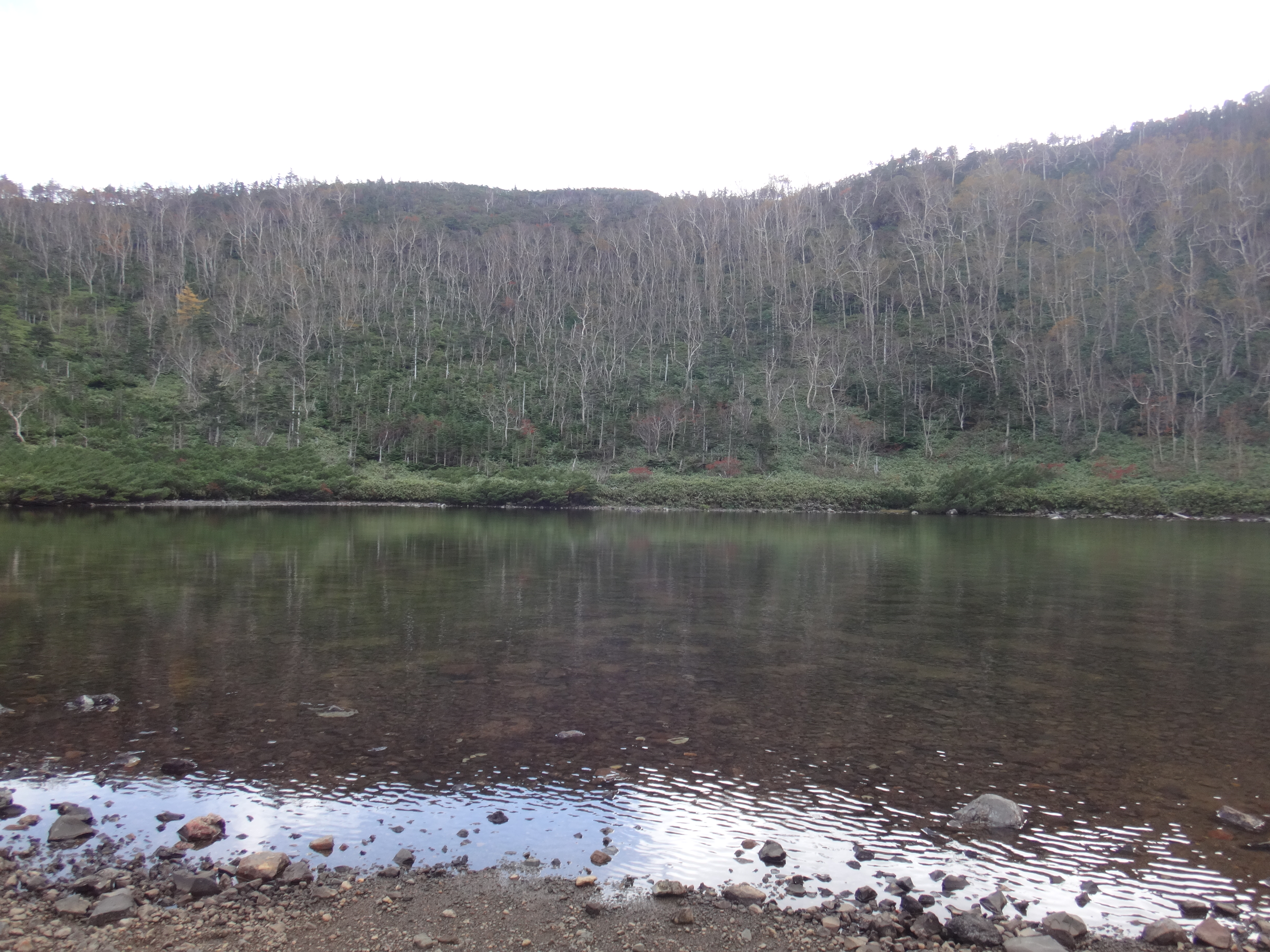
鏡池。湖底に特異な多角形状の模様が現れている[注釈 2]。